# سليمان سيسيه (لاعب كرة قدم مواليد 1999)
سليمان سيسيه (بالفرنسية: Souleymane Djimou Cissé) هو لاعب كرة قدم سنغالي في مركز الدفاع، ولد في 1999 في السنغال.

## وصلات خارجية
- سليمان سيسيه (لاعب كرة قدم) على موقع قاعدة بيانات كرة القدم.إي يو (الإنجليزية)
- سليمان سيسيه (لاعب كرة قدم) على موقع Soccerway.com (الإنجليزية)
- سليمان سيسيه (لاعب كرة قدم) على موقع عالم كرة القدم.نت (الإنجليزية)